# Juanito (ur. 1988)
Juanito, właśc. Juan Calahorro Bares (ur. 12 maja 1988 w Torredonjimeno) – hiszpański piłkarz występujący na pozycji obrońcy. Wychowanek Realu Betis, w trakcie swojej kariery reprezentował także barwy Alcali, Xerez CD oraz AD Alcorcón.